# Стягайловский сельский совет (Середино-Будский район)
Стягайловский сельский совет (укр. Стягайлівська сільська рада) — входит в состав
Середино-Будского района
Сумской области
Украины.
Административный центр сельского совета находится в
с. Стягайловка.

## Населённые пункты совета
- с. Стягайловка

## Ликвидированные населённые пункты совета
- с. Белоусовка